# アンソール (小惑星)
アンソール（英語：2819 Ensor）は、小惑星帯に位置する小惑星。ベルギーの天文学者ウジェーヌ・デルポルトがベルギー王立天文台で発見した。
ベルギーの画家、ジェームズ・アンソールに因んで命名された。